# Song Yo-chan
Song Yo-chan (13 de febrero de 1918 – 18 de octubre de 1980) fue un político y militar surcoreano que ejerció el cargo de Primer ministro (Jefe del Gabinete de Ministros) de Corea del Sur, del 3 de julio de 1961 al 16 de junio de 1962. Anteriormente fue ministro de Relaciones Exteriores y Comercio del 22 de julio al 10 de octubre de 1961 y fue teniente general. Ordenó el arresto de oficiales corruptos del Ejército de la República de Corea.
Estudió política y economía en la Universidad George Washington en Washington D. C., Estados Unidos. Durante los últimos días de la Primera República de Corea del Sur, siendo presidente Syngman Rhee, declaró la ley marcial y forzó al presidente a renunciar. Song Yo-chan rehusó sofocar las protestas lideradas por estudiantes aunque la policía usó balas y tropas. Las protestas son conocidas como la Revolución de abril.